# Tetracis chilenaria
Tetracis chilenaria là một loài bướm đêm trong họ Geometridae.